# Kabukidō Enkyō
Kabukidō Enkyō (歌舞伎堂 艶鏡, fl. c. 1796) est un dessinateur japonais de gravures sur bois (ukiyo-e).

## Biographie
On ne sait rien de sa vie. On ne connaît que sept estampes de son œuvre, dont ōkubi yakusha-e, des portraits d'acteurs du théâtre kabuki. Des théories abondent sur l'identité d'Enkyō : dramaturge kyōgen, disciple de Sharaku, ou Sharaku lui-même.

## Œuvre
Enkyō ne parait pas prolifique. Au début du XXe siècle, sept portraits s'établirent comme des œuvres d'Enkyō ; aucun autre ouvrage n'a été trouvée.
Les estampes du format ōban sont des portraits de tête ou de buste (ōkubi-e, « image de grosse tête ») gravés sur bois des acteurs du théâtre kabuki (yakusha-e). Ils datent de c. 1796. Aucun n'a de sceau d'éditeur. Les connaisseurs divisent les estampes en deux groupes selon des différences entre les sceaux d'artiste.

### Premier groupe
Les estampes du premier groupe ont le sceau d'artiste « Kabukidō Enkyō Ga » (歌舞伎堂艶鏡画, « dessin par Kabukidō Enkyō ») :
- Ichikawa Omezō I (初代市川男女蔵, Shodai Ichikawa Omezō?) ;
- Ichikawa Yaozō III (三代目市川八百蔵, Sandaime Ichikawa Yaozō?) ;
- Sawamura Sōjūrō III (三代目沢村宗十郎, Sandaime Sawamura Sōjūrō?) ;
- Nakayama Tomisaburō I (初代中山富三郎, Shodai Nakayama Tomisaburō?).

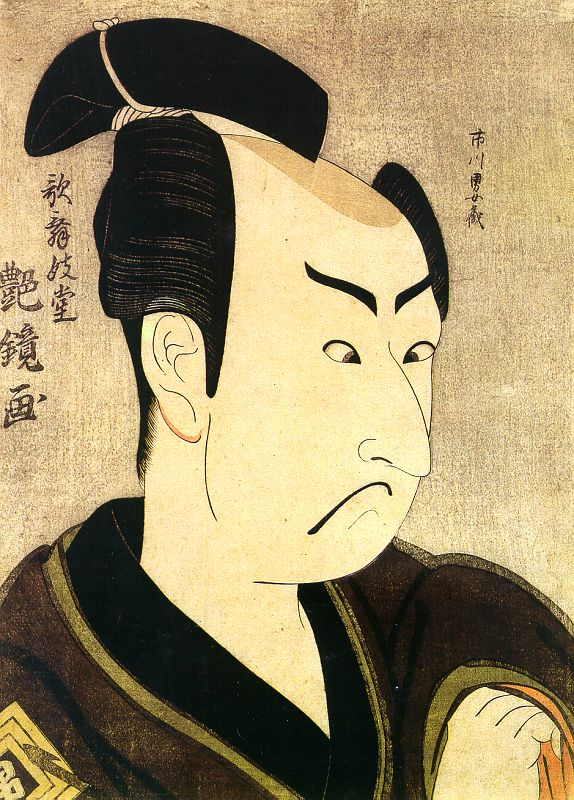
Ichikawa Omezō I.
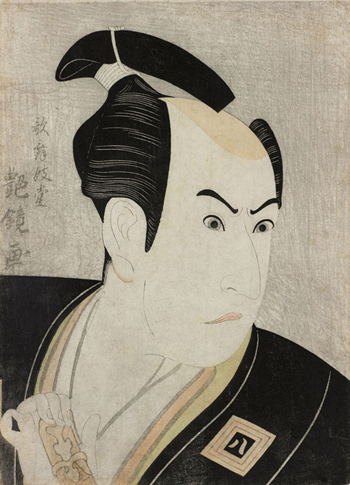
Ichikawa Yaozō III.
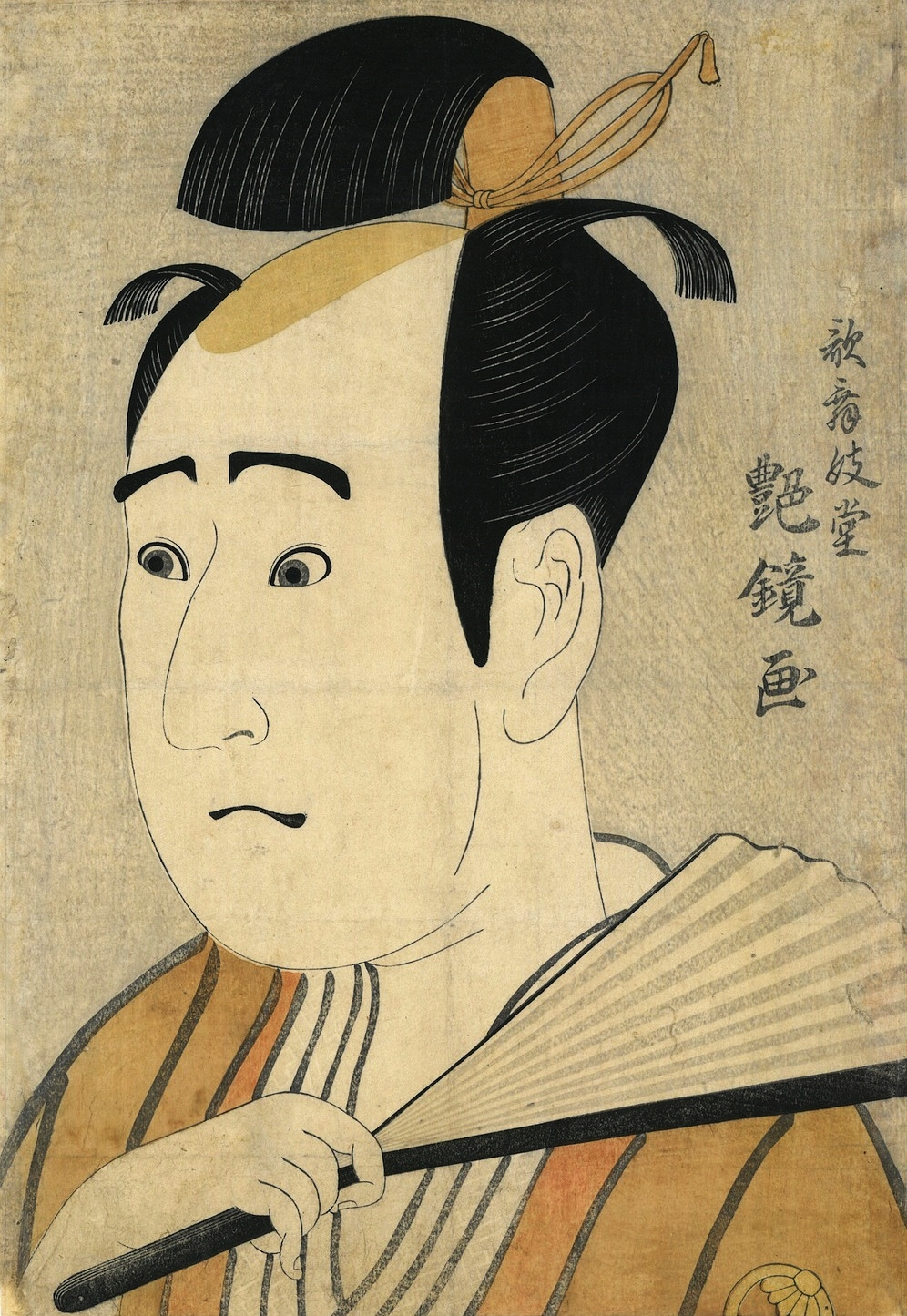
Sawamura Sōjūrō III.
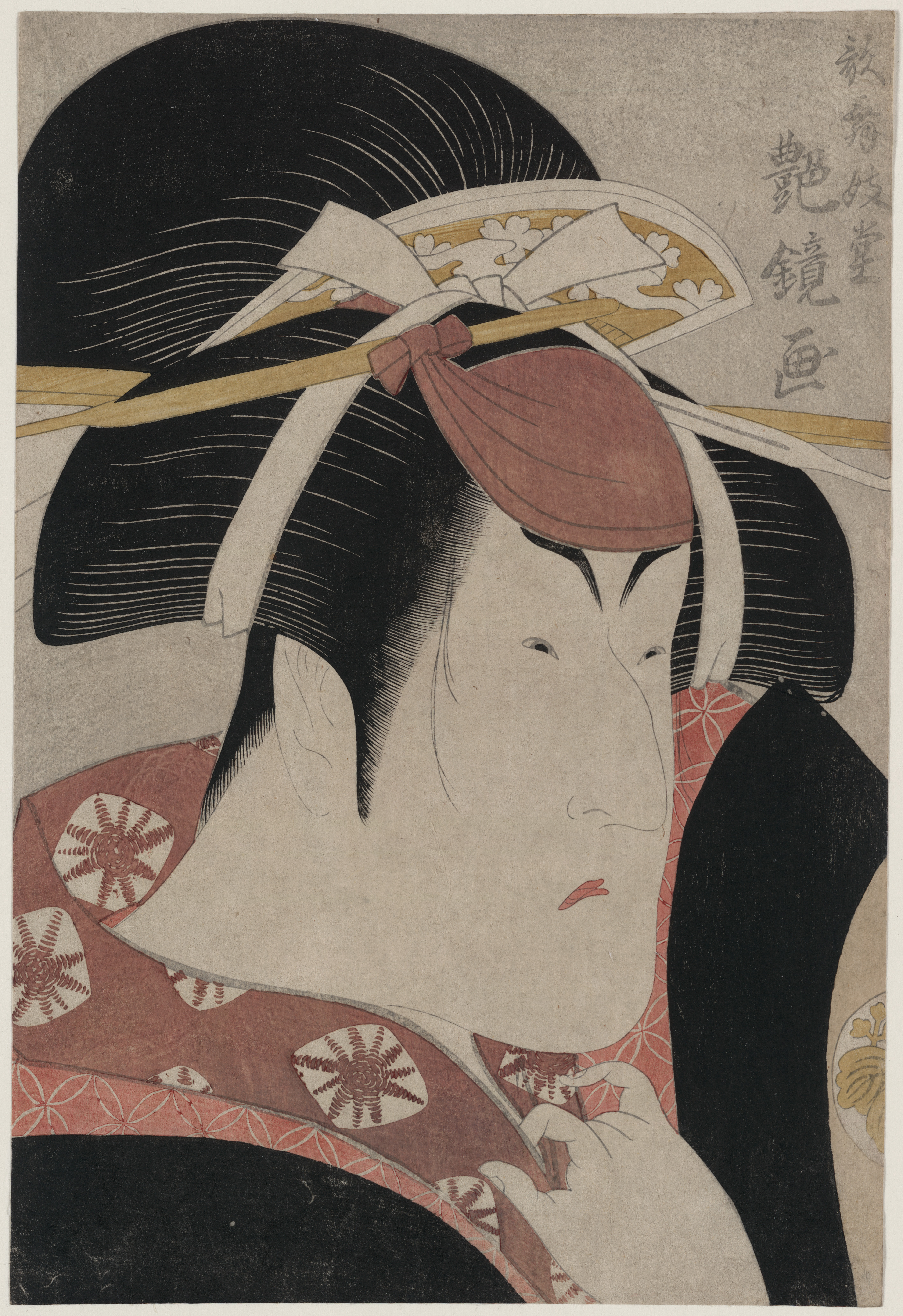
Nakayama TomisaburōI.

### Deuxième groupe
Les trois autres estampes semblent être un ensemble représentant trois frères de la même scène de la même pièce :
- Nakamura Nakazō II dans le rôle de  Matsuōmaru (二代中村仲蔵の松王丸, Nidaime Nakamura Nakazō no Matsuōmaru?) ;
- Ichikawa Yaozō III dans le rôle de  Umeōmaru (三代市川八百蔵の梅王丸, Sandaime Ichikawa Yaozō no Umeō?) ;
- Nakamura Noshio II dans le rôle de  Sakuramaru (二代中村野塩の桜丸, Nidaime Nakamura Noshio no Sakuramaru?).

Portraits de « Sugawara Denju Tenarai Kagami »
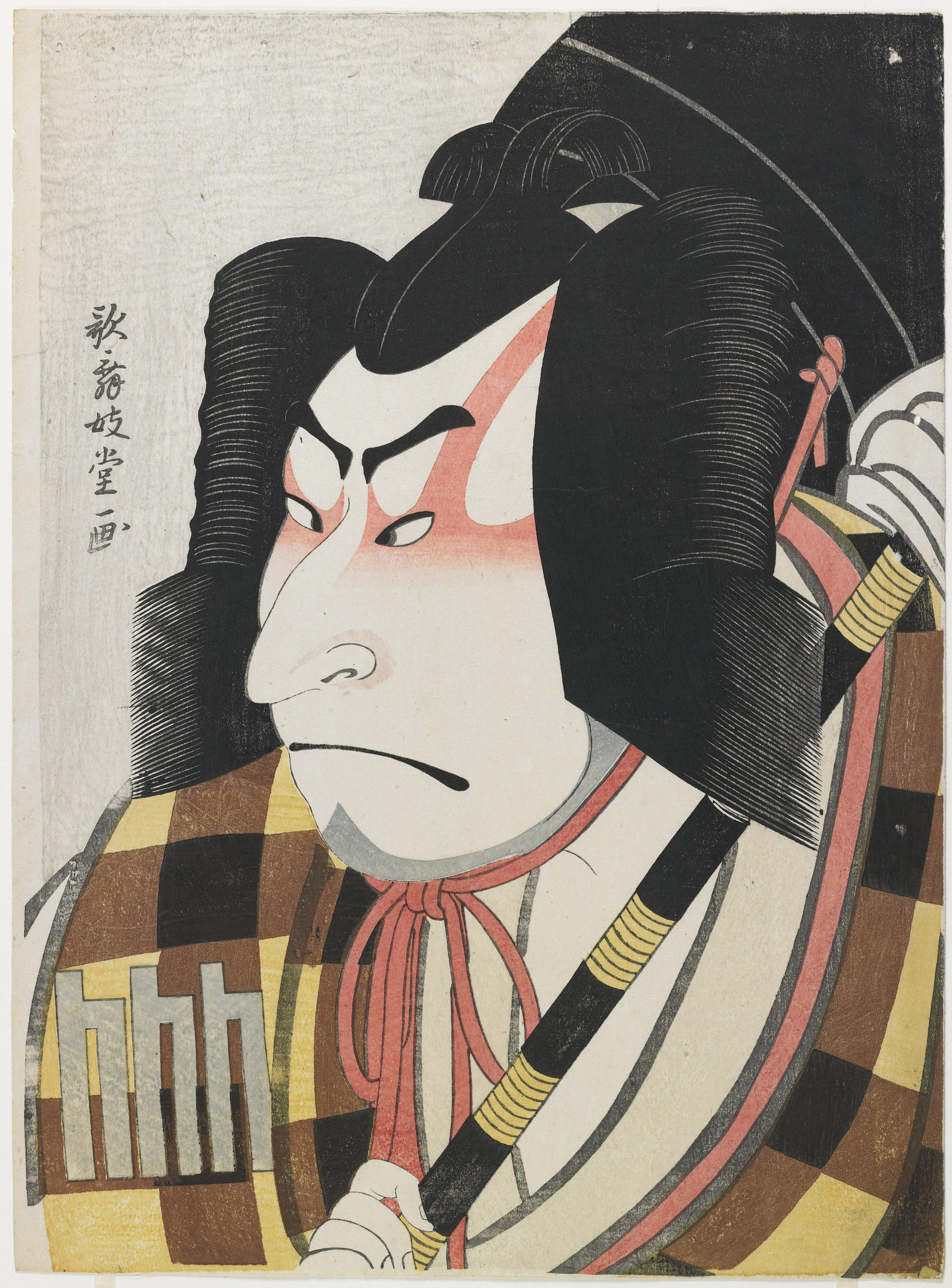
Nakamura Nakazō II dans le rôle de  Matsuōmaru.
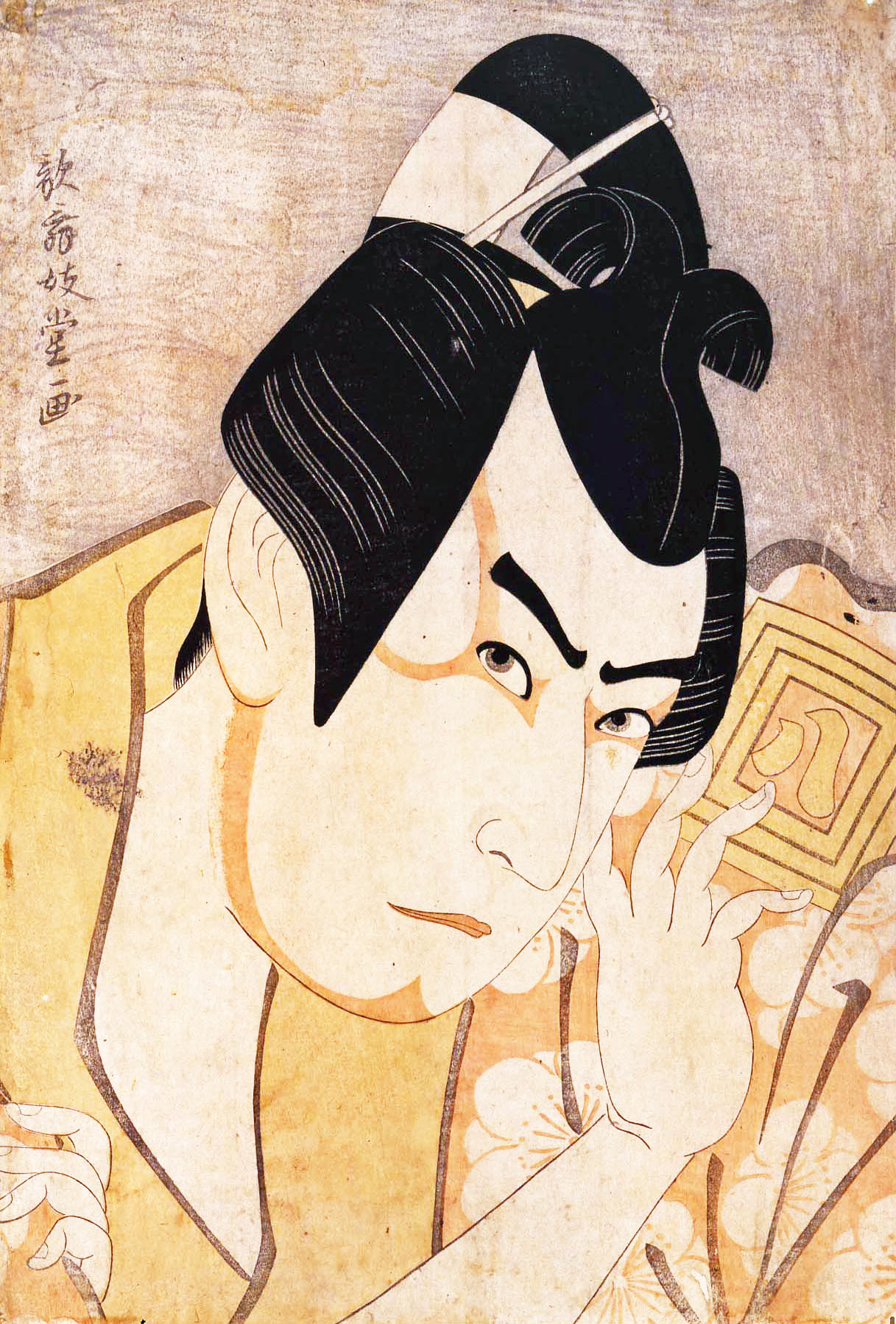
Ichikawa Yaozō III dans le rôle de  Umeōmaru.
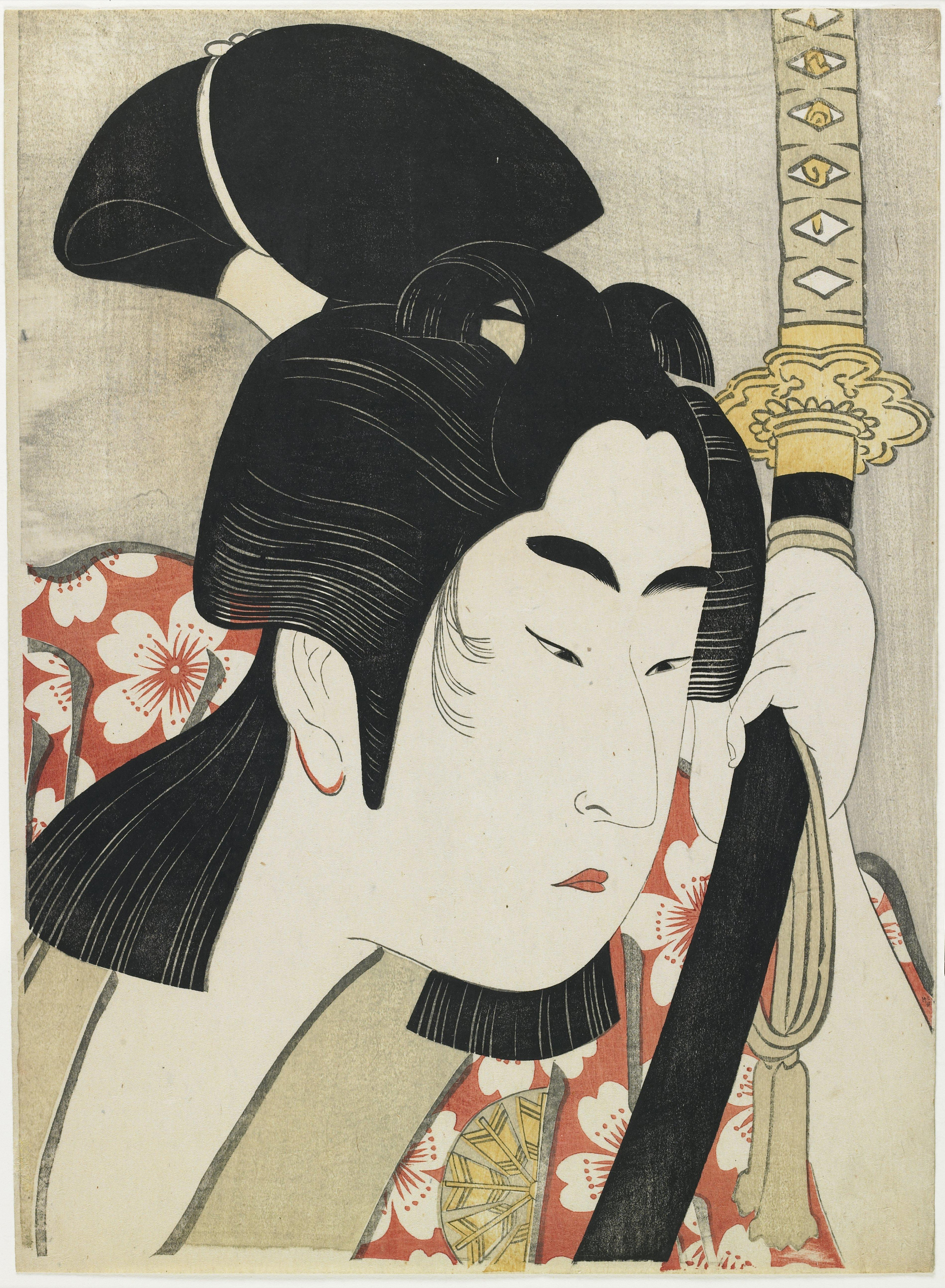
Nakamura Noshio II dans le rôle de  Sakuramaru.